# Theo Ratliff
Pour les articles homonymes, voir Theo et Ratliff.
Theo Ratliff, Theophilus Curtis Ratliff né le 17 avril 1973 en Alabama à Demopolis, est un joueur américain de basket-ball et l'un des meilleurs contreurs de la National Basketball Association (NBA). Dans cette catégorie statistique, il termine à trois reprises au premier rang de la ligue. Il mesure 2,08 mètres et pèse environ 112 kg.

## Biographie

### Enfance et début de carrière
Theo joue quatre saisons pour l'université du Wyoming (de 1991 à 1995). Il se fait remarquer par ses qualités athlétiques et défensives. Sur ses deux dernières saisons, Ratliff tourne à près de 15 points par match, 7 rebonds, mais surtout 4,5 contres (5,1 contres sur la dernière saison). Il est le meilleur contreur de la NCAA avec son 5,1 contres (seul Alonzo Mourning a battu ce record).
À 22 ans, Ratliff se présente à la draft 1995 et est choisi en 18e position par les Pistons de Détroit. Il s'impose rapidement comme l'un des tout meilleurs défenseurs de la ligue. Dans sa saison de rookie, il tourne à 1,5 contre par rencontre en seulement 17 minutes par match.

### Échange avec les Sixers
Lors de sa troisième saison, il est échangé et joue alors aux 76ers de Philadelphie, où il atteint 3,5 contres par matches sur 58 matchs.
Il reste 4 saisons à Philadelphie avec plus de 10 points, 8 rebonds et 3 contres par match.
En 1998-1999, il est sélectionné dans la All-Defense second team (second cinq défensif de la ligue) grâce à une moyenne de 3 contres par rencontres sur 50 matches. Avec Allen Iverson, Theo Ratliff et les Sixers sont la meilleure équipe de la conférence est en 2001 et atteignent les finales où ils sont battus 4-1 par les Lakers de Los Angeles.
Il est élu titulaire pour le NBA All-Star Game 2001 qui se déroule à Washington grâce à ses 3,7 contres par rencontre. Une blessure l'empêche de jouer le match et les Sixers l'échangent avant la date limite contre Dikembe Mutombo.

### Atlanta puis Portland
Il ne joue que 3 matches dans sa première année au Hawks d'Atlanta mais joue 81 matchs lors de la saison 2002-2003 et est le leader de la ligue pour la deuxième fois de la catégorie statistique du contre avec 3,2 par rencontres.
La saison 2003-2004 est la meilleure de toute pour lui : une fois encore il est le meilleur contreur de la NBA avec 3,7, sa meilleure moyenne en carrière. Il est échangé et rejoint les Trail Blazers de Portland à la mi-saison avec Shareef Abdur-Rahim et Dan Dickau contre Rasheed Wallace et Wesley Person. Portland passe d'un record de 24-28 à 41-41 alors que les Hawks ne parviennent pas à améliorer leur record catastrophique. Grâce à ce transfert Ratliff est le joueur qui a le plus joué avec 85 matchs à son actif dans la saison. Theo peut alors espérer être élu NBA Defensive Player of the Year (DPOY). Mais les résultats moyens de l'équipe qui ne s'est pas qualifiée pour les playoffs ne lui permettent de n'obtenir que 90 points lors des élections du DPOY. Il finit troisième et est élu pour la deuxième fois de sa carrière au All-defensive second team. Cette année-là c'est Ben Wallace qui est élu défenseur de l'année pour la deuxième fois mais Zach Randolph des Blazers devient le nouveau NBA Most Improved Player (MIP).
Ratliff voit alors diminuer son temps de jeu au profit de Randolf et de Joel Przybilla mais parvient à re-signer chez les Blazers pour 5 ans. Il joue 63 matchs en 2004-2005 et tourne à 2,5 contres en 27 minutes par match.

### Après Portland
En 2005-2006, il réussit 1,6 contre par rencontre en 23 minutes et est échangé en fin de saison au Celtics de Boston avec Sebastian Telfair contre un septième choix à la draft 2006, Dan Dickau et Raef LaFrentz.
Il ne joue que deux matchs à Boston à cause d'une blessure puis d'une opération du dos. Parallèlement, il devient un Hall of Famer de son ancienne université, celle du Wyoming.
En août 2007, Theo Ratliff fait partie du transfert le plus important de l'été. En effet, il est échangé avec Al Jefferson, Sebastian Telfair, Ryan Gomes, le dunkeur Gerald Green et deux futurs tours de draft contre Kevin Garnett, désireux de rejoindre enfin une équipe qui puisse gagner le titre.
Le 29 février 2008, Minnesota s'en sépare mais il est re-signé dans la foulée le 4 mars 2008 par les Pistons de Détroit. En août 2008, il prolonge aux Pistons de Détroit.
Durant l'été 2009, il signe un contrat avec la franchise texane des Spurs de San Antonio. Dans la même année, il est transféré aux Bobcats de Charlotte avant de jouer une dernière saison en 2010-2011 aux Lakers de Los Angeles.
Il annonce sa retraite le 23 décembre 2011.

## Statistiques
| Année     | Équipe | Matches | Titul | Min./m. | %tir | %3pts | %l-f | rbds/m. | pass/m. | int/m. | ctr/m. | pts/m. |
| --------- | ------ | ------- | ----- | ------- | ---- | ----- | ---- | ------- | ------- | ------ | ------ | ------ |
| 1995-1996 | DET    | 75      | 2     | 17,4    | ,557 | ,000  | ,708 | 4,0     | ,2      | ,2     | 1,5    | 4,5    |
| 1996-1997 | DET    | 76      | 38    | 17,0    | ,531 | ,000  | ,698 | 3,4     | ,2      | ,4     | 1,5    | 5,8    |
| 1997-1998 | DET    | 24      | 12    | 24,4    | ,514 | ,000  | ,683 | 5,0     | ,6      | ,5     | 2,3    | 6,5    |
| 1997-1998 | PHI    | 58      | 55    | 32,1    | ,512 | ,000  | ,706 | 7,3     | ,7      | ,7     | 3,5    | 11,2   |
| 1998-1999 | PHI    | 50      | 50    | 32,5    | ,470 | ,000  | ,725 | 8,1     | ,6      | ,9     | 3,0    | 11,2   |
| 1999-2000 | PHI    | 57      | 56    | 31,5    | ,503 | ,000  | ,771 | 7,6     | ,6      | ,6     | 3,0    | 11,9   |
| 2000-2001 | PHI    | 50      | 50    | 36,0    | ,499 | ,000  | ,760 | 8,3     | 1,2     | ,6     | 3,7    | 12,4   |
| 2001-2002 | ATL    | 3       | 2     | 27,3    | ,500 | ,000  | ,545 | 5,3     | ,3      | ,3     | 2,7    | 8,7    |
| 2002-2003 | ATL    | 81      | 81    | 31,1    | ,464 | ,000  | ,720 | 7,5     | ,9      | ,7     | 3,2    | 8,7    |
| 2003-2004 | ATL    | 53      | 52    | 31,1    | ,458 | ,000  | ,653 | 7,2     | 1,0     | ,6     | 3,1    | 8,3    |
| 2003-2004 | POR    | 32      | 31    | 31,8    | ,540 | ,000  | ,629 | 7,3     | ,6      | ,8     | 4,4    | 7,3    |
| 2004-2005 | POR    | 63      | 45    | 27,5    | ,447 | ,000  | ,692 | 5,3     | ,5      | ,4     | 2,5    | 4,8    |
| 2005-2006 | POR    | 55      | 19    | 23,7    | ,571 | ,000  | ,651 | 5,1     | ,5      | ,3     | 1,6    | 4,9    |
| 2006-2007 | BOS    | 2       | 2     | 22,0    | ,333 | ,000  | ,750 | 3,5     | ,0      | ,5     | 1,5    | 2,5    |
| 2007-2008 | MIN    | 10      | 6     | 21,4    | ,511 | ,000  | ,680 | 3,9     | ,7      | ,3     | 1,9    | 6,3    |
| 2007-2008 | DET    | 16      | 3     | 13,9    | ,450 | ,000  | ,667 | 3,1     | ,4      | ,2     | 1,1    | 3,0    |
| 2008–2009 | PHI    | 46      | 0     | 12,6    | ,531 | ,000  | ,600 | 2,8     | ,2      | ,4     | 1,0    | 1,9    |
| 2009-2010 | SPU    | 21      | 3     | 8,7     | ,444 | ,000  | ,500 | 1,9     | ,4      | ,1     | ,9     | 1,6    |
| 2009-2010 | CHA    | 28      | 26    | 22,3    | ,466 | ,000  | ,783 | 4,2     | ,6      | ,3     | 1,5    |        |
| Carrière  |        | 800     | 533   | 25,5    | ,496 | ,000  | ,711 | 5,7     | ,6      | ,5     | 2,4    | 7,3    |

| Année    | Équipe | Matches | Titul | Min./m. | %tir | %3pts | %l-f | rbds/m. | pass/m. | int/m. | ctr/m. | pts/m. |
| -------- | ------ | ------- | ----- | ------- | ---- | ----- | ---- | ------- | ------- | ------ | ------ | ------ |
| 1995–96  | DET    | 1       | 0     | 4,0     | ,000 | ,000  | ,000 | ,0      | ,0      | ,0     | ,0     | ,0     |
| 1996–97  | DET    | 3       | 0     | 6,0     | ,750 | ,000  | ,500 | 1,3     | ,3      | ,3     | 1,3    | 2,7    |
| 1998–99  | PHI    | 7       | 7     | 29,1    | ,465 | ,000  | ,579 | 7,3     | ,9      | ,7     | 2,6    | 7,3    |
| 1999–00  | PHI    | 10      | 10    | 37,4    | ,475 | ,000  | ,723 | 7,9     | ,9      | 1,0    | 3,0    | 13,0   |
| 2007–08  | DET    | 12      | 0     | 10,9    | ,500 | ,000  | ,500 | 2,3     | ,1      | ,1     | ,9     | 1,3    |
| 2008–09  | PHI    | 6       | 0     | 15,7    | ,818 | ,000  | ,500 | 3,8     | ,0      | ,2     | ,7     | 3,3    |
| 2009–10  | CHA    | 4       | 4     | 11,8    | ,375 | ,000  | ,500 | ,8      | ,3      | ,5     | ,0     | 1,8    |
| Carrière |        | 43      | 21    | 20,3    | ,497 | ,000  | ,643 | 4,3     | ,4      | ,5     | 1,6    | 5,4    |

| Statistique           | Score et date                        |
| --------------------- | ------------------------------------ |
| Points                | 27 contre Boston le 22 mars 1998     |
| Tirs réussis          | 12 contre Houston le 3 février 2000  |
| Tirs tentés           | 18 contre Cleveland le 11 avril 2003 |
| 3 points réussis      | Aucun                                |
| 3 points tentés       | 1 à 2 reprises                       |
| Lancer francs réussis | 11 contre Milwaukee le 16 avril 1997 |
| Lancers francs tentés | 14 contre Toronto le 14 avril 1999   |
| Rebonds offensifs     | 9 contre Indiana le 19 février 1998  |
| Rebonds défensifs     | 15 contre Orlando le 11 mars 2000    |
| Total Rebonds         | 17 à 2 reprises                      |
| Assists               | 5 contre Milwaukee le 12 mai 2002    |
| Steals                | 4 à 3 reprises                       |
| Blocks                | 9 à 7 reprises                       |
| Minutes jouées        | 52 contre Orlando le 2 février 2001  |

## Records NBA
Theo Ratliff est l'un des seuls joueurs à avoir terminé meilleur contreur à trois reprises: lors de la 2000-2001 avec 3,7 contres par match joué; en 2002-2003 avec 3,2 et en 2003-2004 avec 3,6.
Les autres joueurs à l'avoir remporté à trois reprises sont: Hakeem Olajuwon, Dikembe Mutombo et Marcus Camby. Deux joueurs ont fait mieux en terminant premier à quatre reprises: Kareem Abdul-Jabbar et Mark Eaton.
L'ensemble de ces joueurs, Theo Ratliff et Kareem Abdul-Jabbar exceptés, ont été élus Defensive Player Of the Year (défenseur de l'année).
De plus, Theo Ratliff est au terme de sa carrière classé 18e au niveau des contres (ABA et NBA confondus) avec 1 968 contres. Avec sa moyenne de 2,43 bpg, il a la 13e meilleure moyenne de tous les temps.

## Clubs successifs
- 1995-1998 : Pistons de Détroit.
- 1998-2001 : 76ers de Philadelphie.
- 2001-2004 : Hawks d'Atlanta.
- 2004-2006 : Trail Blazers de Portland.
- 2006-2007 : Celtics de Boston.
- 2007-2008 : Timberwolves du Minnesota.
- En 2008 : Pistons de Détroit.
- 2009 : 76ers de Philadelphie.
- En 2009 : Spurs de San Antonio.
- En 2010 : Bobcats de Charlotte.
- 2011:Lakers de Los Angeles.

## Pour approfondir